# Rivolta di Gand (1449-1453)
La rivolta di Gand (1449-1453) fu una ribellione della città di Gand contro il ducato di Borgogna. Essa perdurò dal 1449 al 1453. La ribellione venne soppressa per intervento dei borgognoni.

## I primi eventi
Dopo i loro sforzi nella Battaglia degli speroni d'oro (1302), le gilde chiesero e ricevettero il cosiddetto "Nering", ovvero il diritto di partecipazione al governo delle città fiamminghe, qualcosa di inusuale per l'epoca persino nei Paesi Bassi. A Gand, un relativo equilibrio venne raggiunto tra il 1360 ed il 1380, quando gli schepenen formarono una coalizione chiamata Gran Consiglio di Gand. Il consiglio disponeva di tre membri; uno era scelto dai poorter (una tipologia di cittadini), uno era scelto dall'influente gilda dei tessitori (le Fiandre si erano arricchite proprio grazie alla tessitura), ed uno scelto dalle gilde minore. Questo trio era chiamato il Governo dei Tre Membri del Consiglio.
Attorno al 1430, Filippo il Buono premette per il ritorno della situazione a prima del Guldensporenslag; l'influenza delle gilde, specialmente di quelle con arcidiaconi (nei Paesi Bassi la figura del diacono era utilizzata per indicare i capi delle gilde), era in conflitto con la Carta di Senlis (1301) secondo Filippo. Il governo della città di Gand pose le sue difese contro le pretese di Filippo sulla base di tradizioni ed antichi privilegi risalenti al XII e XIII secolo e cioè a prima della Carta di Senlis. In realtà Filippo il Buono era alla ricerca di una fonte di guadagno e la trovò nelle ricche Fiandre dove sperava di raccogliere diverse tasse indirette. Queste tasse (beden) gli vennero ad ogni modo rifiutate dal governo della città.

## Le cause della rivolta

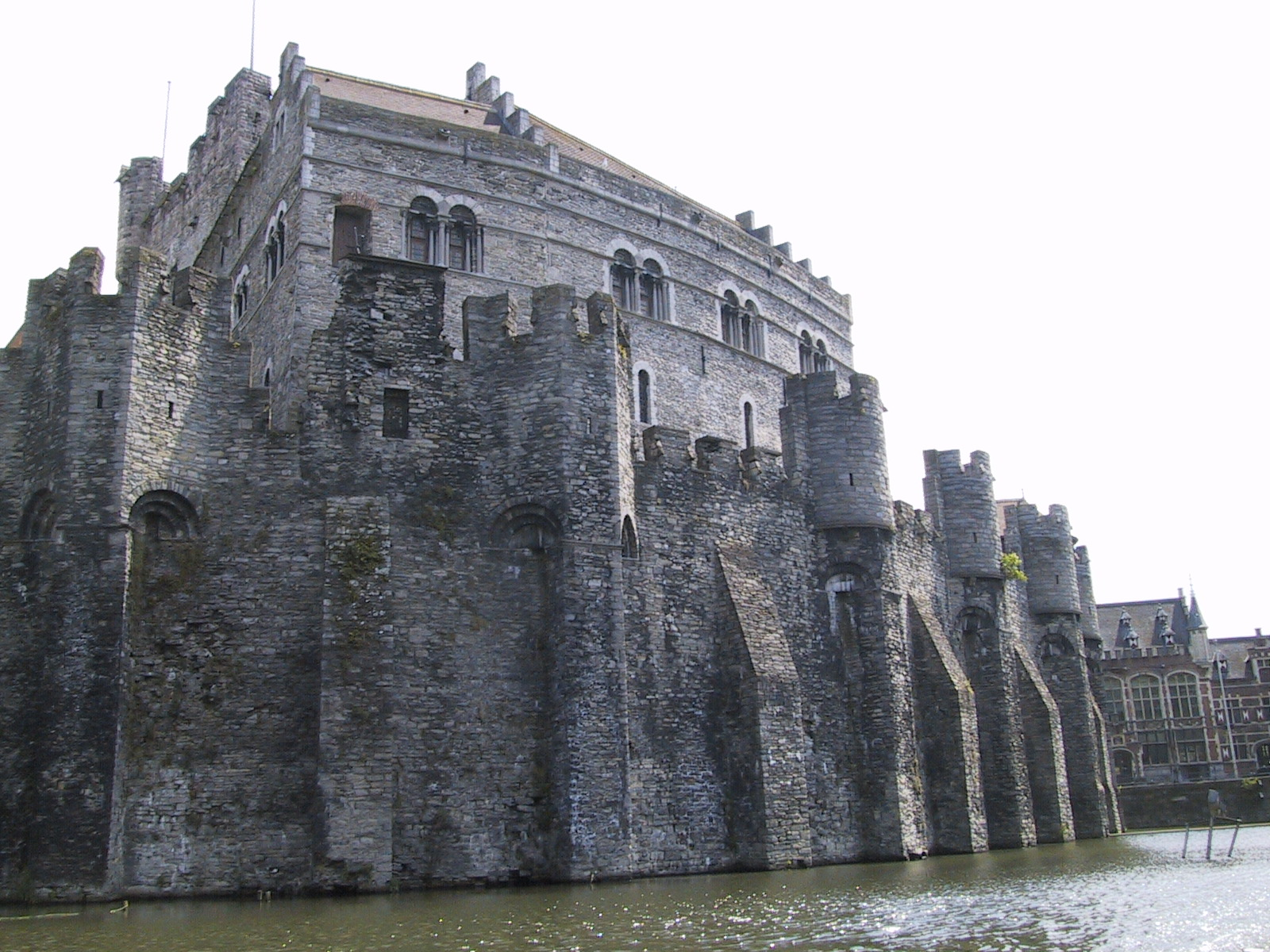
Il castello di Gravensteen, Gand

Durante la sua visita a Gand nel gennaio del 1447, Filippo propose una tassa semi-permanente sul sale sull'esempio francese della gabella. Successivamente propose una tassa simile sulla farina, che sarebbe stata raccolta da ufficiali ducali. Il sale a quel tempo era molto importante in quanto era l'unico modo per preservare il cibo per periodi prolungati. Filippo aveva preparato un discorso in olandese, la lingua ufficiale del consiglio, ed i diaconi di alcune gilde vennero consultati preventivamente. Il governo della città di Gand però si rifiutò di ascoltarlo. Dopo due giorni di negoziati, le tasse alla fine vennero rigettate. Intenzionato ad evitare ulteriori umiliazioni, Filippo decise di non proporre altre tasse alle città fiamminghe. Il duca accusò i diaconi di spergiuro e li rimosse dal Consiglio. Per reazione, Gand propose di rimpiazzarli con degli oppositori del duca. Filippo cercò di porre la città sotto pressione richiamando per due volte il balivo locale e quindi bloccando tutte le procedure giudiziarie della città.
Il conflitto raggiunge picchi sempre più alti ed il 28 ottobre 1451, le gilde proclamarono una prima forma di sciopero e presero le armi. Nel dicembre di quell'anno la città di Biervliet venne presa. A Gand si formò un governo rivoluzionario con un'assemblea di popolo. Gli oppositori alla rivolta, che probabilmente si resero conto che la loro città non poteva continuare ad opporsi al maggiore potere del duca né alle sue copiose armate, vennero sterminati. In questo modo la città di Gand perse il supporto dei consiglieri delle altre città che pure l'avevano sostenuta sino a quel momento nella sua pacifica lotta contro l'eccessiva tassazione. Solo Ninove continuò a supportare Gand dal momento che economicamente dipendeva da essa.

## La guerra
Venerdì 31 maggio 1452, Filippo il Buono dichiarò guerra a Gand. Un mese prima, nell'aprile del 1452, il governo della città di Gand era stato costretto ad intraprendere azioni militari per assicurarsi i rifornimenti nella regione. Marciarono quindi lungo il fiume Scheldt verso Oudenaarde, Spiere e Helkijn, e lungo il Dender verso Aalst e Geraardsbergen. Diversi furono i luoghi strategici occupati da Gand, tra cui il ponte sullo Scheldt a Spiere, ed i castelli di Poeke (ad ovest di Gand, presso Aalter, a metà strada verso Bruges), Schendelbeke (presso il Dender a Geraardsbergen, a sud di Gand) e Gavere (lungo lo Scheldt tra Gand e Oudenaarde dove la guarnigione di Gand di 50 uomini venne supportata da 16 mercenari inglesi).
Durante l'assedio di Oudenaarde, che perdurò per 12-13 giorni, l'esercito di Gand utilizzò uno dei più grandi bombardamenti d'artiglieria per l'Europa del tempo, ma la guarnigione borgognona della città, sotto la guida di Simon de Lalaing, fu in grado di resistere all'attacco. Geraardsbergen, dove era collocato il grosso delle forze borgognone, resistette all'assedio. Le principali forze borgognone furono anche in grado di unirsi sotto la guida di Giovanni di Borgogna che marciò da Seclin per riprendere l'assedio di Spiere e quello di Helkijn dal 21 aprile, togliendo l'assedio a Oudenaarde il 24 aprile. Le forze di Gand vennero costrette alla ritirata, lasciandosi dietro la loro artiglieria, lungo le sponde del fiume Scheldt. Dal 1 al 15 maggio Gand venne bombardata dai borgognoni i quali poi si rivolsero ad Aalst, Dendermonde e Oudenaarde.
Nel corso delle costanti schermaglie, il favorito dei figli illegittimi di Filippo, Cornelio di Borgogna, venne ucciso nel corso della Battaglia di Bazel il 14 giugno 1452.

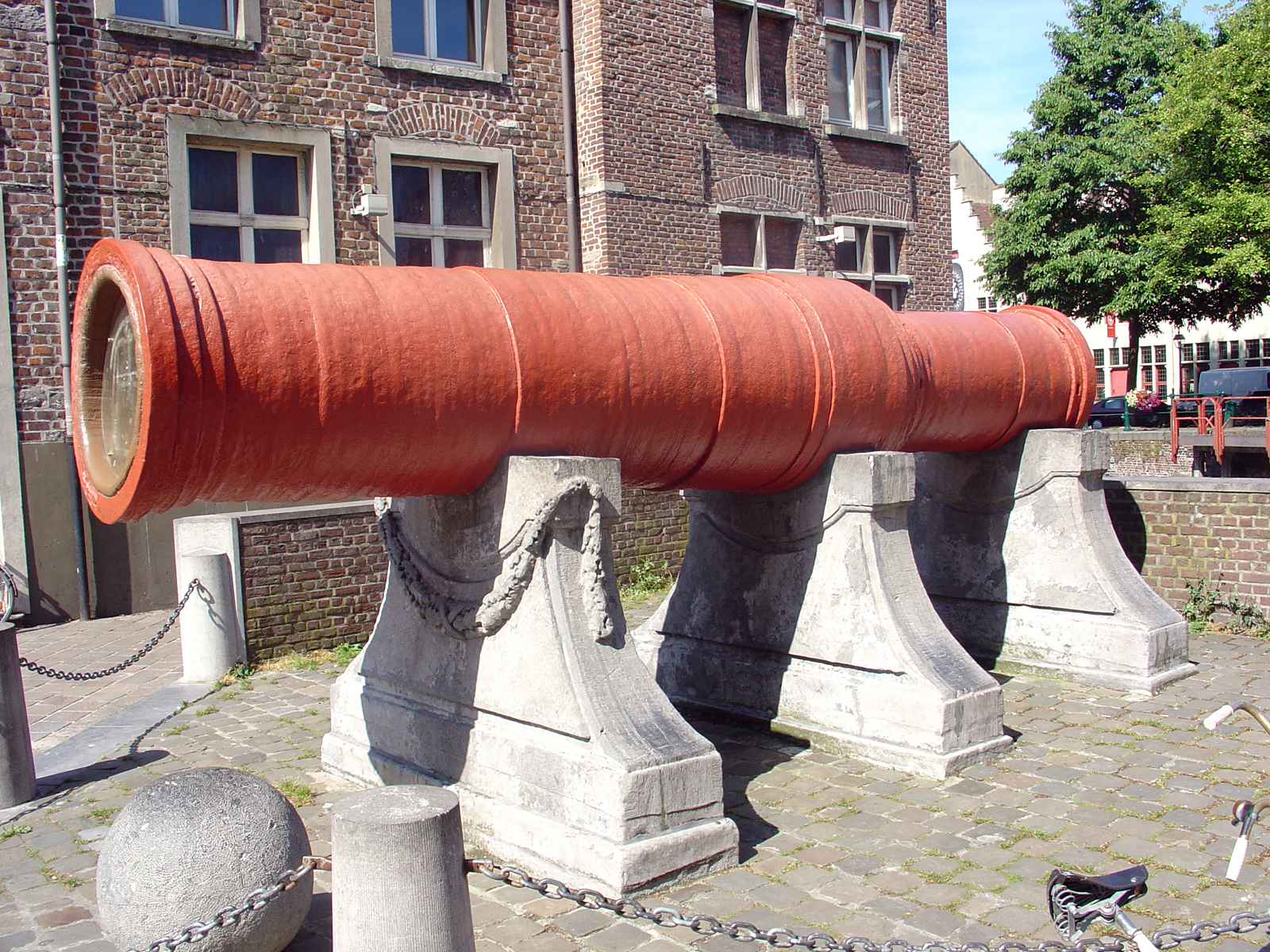
La Dulle Griet, impiegata dalla città di Gand all'Assedio di Oudenaarde.

Nel luglio di quell'anno i borgognoni stavano ormai avendo la meglio; essi avevano preso il controllo di tutte le terre ad est di Gand e si erano assicurati la neutralità di altre città. Re Carlo VII di Francia aveva negoziato una tregua di sei settimane tra le due parti. Filippo il Buono aveva rafforzato le sue guarnigioni di Aalst, Dendermonde, Oudenaarde e Kortrijk durante questo periodo, portando il suo esercito in Francia per l'inverno. Durante tutta la stagione invernale, la regione fiamminga venne saccheggiata dalle truppe di Gand senza l'intervento di Filippo il Buono.
Filippo tentò di negoziare una pace dal momento che Gand era per lui una città di valore e particolarmente ricca, ma Gand rifiutò ogni possibile negoziato. Costretto, dal 1453 Filippo iniziò una decisiva campagna militare che ebbe inizio il 18 giugno 1453. Mentre una flotta si muoveva a risalire il fiume Scheldt da Sluis e Anversa, Filippo stesso si portò sul posto da Lilla per prendere il controllo della sua armata e marciare su Gand stessa. Il 27 giugno 1453, Schendelbeke venne presa dopo due giorni di pesante bombardamento. Dopo ciò il castello di Poeke venne ridotto ad un cumulo di macerie dal 2 al 5 luglio, anche se uno dei principali cavalieri dell'Ordine del Toson d'oro, Jacques de Lalaing, rimase ucciso. Dopo ogni vittoria, le truppe catturate da Gand vennero impiccate; a Schendelbeke, 104 furono i giustiziati. Il 18 luglio, le truppe borgognone raggiunsero il castello di Gavere, ultimo bastione prima della città Gand. Di fronte a questo castello venne combattuta la battaglia decisiva.
Dopo un bombardamento di cinque giorni, il capitano dei mercenari inglesi John Fox coi suoi soldati fuggì dal castello. Vestiti con la Croce di Borgogna e conoscendo la parola d'ordine borgognona, Borgogne, riuscirono a raggiungere Gand il 23 luglio alle 5 di mattina. Nel panico che ne risultò, 25 000 uomini volontari cercarono di riprendere il castello di Gavere. I borgognoni, ad ogni modo, erano preparati a questa eventualità. Essi scelsero per lo scontro il terreno tra Semmerzake e Gavere come campo di battaglia, dove gran parte delle truppe avrebbero potuto nascondersi nella valle boscosa del Leebeek. Al primo confronto, le truppe di Gand subirono la defezione di John Fox e dei suoi mercenari che passarono dalla parte dei borgognoni.
Filippo ordinò uno sbarramento d'artiglieria e l'esercito di Gand rispose di conseguenza. Ad ogni modo, in questo momento critico, un cannoniere di Gand accidentalmente gettò una miccia che credeva spenta in un barile di polvere da sparo facendo esplodere buona parte dell'artiglieria circostante. L'esercito di Gand entrò in panico e diverse furono le defezioni. 16 000 - 20 000 persone morirono nella battaglia successiva. Solo una disperata resistenza di 1000 militi impedì a Filippo il Buono di marciare direttamente su Gand; un soldato riuscì persino a ferire il duca che alla fine entrò personalmente in battaglia.
Quando il resto dell'esercito raggiunse Gand, la città decise di arrendersi senza ulteriori resistenze. L'umiliante Pace di Gavere pose fine alla rivolta di Gand. La pace fu anche un passo definitivo verso la centralizzazione del governo borgognone a scapito del potere e dell'autonomia delle città.